# Karađorđević

Grande stemma di Casa Karađorđević

Il Casato dei Karađorđević (in alfabeto cirillico serbo: Карађорђевић, in alfabeto latino normalmente traslitterato Karageorgevic) fu la dinastia regnante di Serbia, discendente da Karađorđe. Essi sono stati grandi feudatari della dinastia Obrenović. I Karađorđević persero il trono nel novembre del 1945 quando la Jugoslavia divenne una repubblica.
I membri regnanti furono:
- Il principe Alessandro Karađorđević di Serbia (regno 1842-1858).
- Pietro I di Serbia (regno 1903–1921).
- Alessandro I di Jugoslavia (regno 1921–1934).
  - Il principe Paolo (reggenza per Pietro II 1934–1941).
- Pietro II di Jugoslavia, l'ultimo re, regnante dal 27 marzo 1941 al 29 novembre 1945.

Membri odierni non regnanti:
- Alessandro, erede al trono di Serbia e Jugoslavia.
- La principessa Elisabetta.

Tra Alessandro e Pietro I ci furono Miloš Obrenović (1858–1860), fondatore della dinastia Obrenović, Michele Obrenović (1862–1868), Milan Obrenović (granduca 1868–1882 e re 1882–1889) e Alessandro Obrenović (1889–1903); dopo l'assassinio di quest'ultimo, Pietro Karađorđević fu incoronato re.

## Pretendenti al trono
I Karađorđevic sono molto attivi in Serbia in molteplici modi e politicamente sostengono che la monarchia parlamentare costituzionale sarebbe la miglior soluzione per la stabilità, l'unità e la continuità della Serbia, che auspicano si sviluppi come paese democratico all'interno dell'Unione europea.
Il principe ereditario Alessandro II vive dal 2001 a Belgrado nel Palazzo Reale. Come figlio dell'ultimo re, Pietro II, che non abdicò mai, ha i pieni diritti di pretendente, anche se dice che la Serbia necessita prima di una piena democrazia, e poi di un sovrano. Il principe è infatti noto per le sue opinioni tolleranti e democratiche. Ha unito personalmente l'opposizione politica su parecchi importanti temi prima della caduta di Milošević e nel palazzo riceve tutti i capi religiosi del paese, dimostrando il proprio desiderio per il rispetto dei diritti umani e di una regolare democrazia.
I membri della casa reale sono molto dediti ad attività umanitarie: la principessa ereditaria Caterina ha una Fondazione Umanitaria e suo marito Alessandro ha una propria Fondazione per la Cultura e l'Educazione, le cui attività includono borse di studio, campi estivi ed altro.
La residenza ufficiale dell'erede al trono Alessandro è la villa reale Beli Dvor situata nel sobborgo reale di Dedinje a Belgrado.

## Serbia e Jugoslavia
La famiglia Karađorđevic era inizialmente la Casa Reale di Serbia, poi la Casa Reale dei Serbi, Croati e Sloveni ed infine la Casa Reale di Jugoslavia, e con questa denominazione hanno regnato fino alla caduta della monarchia. Nel 2006 la Jugoslavia si è dissolta in seguito ad una serie di avvenimenti iniziati nel 1990 e ciò ha portato a far ereditare alla Serbia i diritti e gli obblighi del precedente stato. Di conseguenza, il principe Alessandro è per diritto Principe Ereditario di Jugoslavia e di Serbia, lo stato sovrano che ha preso il posto della Repubblica Federale di Jugoslavia.

## Genealogia parziale
Karađorđe Petrović (1762 - 1817) - sposò nel 1785 Jelena Jovanović:
1. Alexis (1801 - 1830):
  1. Georg (1827 - 1884) - sposò Sarka Anastasijević
    1. Alexis (1859 - 1920) - sposò nel 1911 Mary Abigail "Daria" Pankhurst (1859 - 1938): senza discendenza;
    2. Bojidar (1862 - 1908)
2. Aleksandar Karađorđević (1806 - 1886) - sposò nel 1830 Persida Nenadović (1813 - 1873):
  1. Poleksija (1833 - 1914) - sposò Konstantin Nikolajevic (1821 - 1877); sposò poi Alexander Preshern (1800 - 1914): con discendenza;
  2. Cleopatra (1835 - 1855)
  3. Aleksij (1836 - 1841)
  4. Svetozar (1841 - 1847)
  5. Pietro I (1844 - 1921) - sposò nel 1883 Zorka del Montenegro (1864 - 1890):
    1. Elena (1884 - 1962) - sposò nel 1911 Ivan Konstantinovič Romanov (1886 - 1918): con discendenza;
    2. Milena (1886 - 1887)
    3. Giorgio (1887 - 1972) - sposò nel 1947 Radmilla Radonjic (1907 - 1993): senza discendenza;
    4. Alessandro I (1888 - 1934) - sposò nel 1922 Maria di Romania (1900-1961):
      1. Pietro II (1923 - 1970) - sposò nel 1944 Alessandra di Grecia (1921-1993):
        1. Alessandro (1945 - viv.) - ha sposato nel 1972 Maria da Gloria d'Orléans-Braganza (1946 - viv.), divorziando nel 1985; ha sposato nel 1985 Katherine Batis:
          1. (I) Petar (1980 - viv.):
            1. (con Lauren Jones) Dolores (2017 - viv.)

          2. Filip (1982 - viv.) - ha sposato nel 2017 Danica Marinkovic (1986 - viv.):
            1. Stefan (2018 - viv.)
            2. Marija (2023 - viv.)

          3. Aleksandar (1982 - viv.)

        2. Hanno tre figli: Peter (nato il 5 febbraio 1980), e due gemelli fraterni: Philip e Alexander (entrambi nati il 15 gennaio 1982).

      2. Tomislavo (1928 - 2000) - sposò nel 1957 Margherita di Baden (1935 - 2013), divorziando nel 1981; ha sposato nel 1982 Linda Mary Bonney (1949 - viv.)
        1. (I) Nikola (1958 - viv.) - ha sposato nel 1992 Ljiljana Licanin (1957 - viv.):
          1. Marija (1993 - viv.)

        2. Katarina (1959 - viv.) - ha sposato Desmond de Silva (1939 - viv.), divorziando: con discendenza;
        3. (II) Georg (1984 - viv.) - ha sposato nel 2016 Fallon Rayman (1995 - viv.);
        4. Michel (1985 - viv.) - ha sposato nel 2016 Ljubica Ljubisavljević:
          1. Natalija (2018 - viv.)
          2. Isidora (2022 - viv.)

      3. Andrea (1929 - 1990) - sposò nel 1956 Cristina d'Assia (1933 - 2011), divorziando nel 1962; sposò nel 1963 Kira Melita di Leiningen (1930 - 2005), divorziando nel 1972; ha sposato nel 1974 Eva Andelkovic (1926 - 2020):
        1. (I) Maria Tatiana (1957 - viv.) - ha sposato nel 1990 Gregory Thune-Larsen: con discendenza;
        2. Christopher (1960 - 1994)
        3. (II) Lavinia Marie (1961 - viv.) - ha sposato nel 1989 Erastos Dimitrios Sidiropoulos, divorziando nel 1993; ha sposato nel 1998 Austin Prichard-Levy (1953–2017)
        4. Karl Vladimir (1964 - viv.) - ha sposato nel 2000 Brigitte Muller (1964 - viv.)
        5. Dimitri (1965 - viv.)

    5. Andrea (1890)

  6. Jelena (1846 - 1867) - sposò nel 1867 Đorđe Simić (1843 - 1921): senza discendenza;
  7. Andrej (1848 - 1864)
  8. Jelisaveta (1850)
  9. Dorde (1856 - 1889)
  10. Arsen (1859 - 1938) - sposò nel 1892 Aurora Pavlovna Demidova (1873 - 1904):
    1. Paolo (1893 - 1976) - sposò nel 1923 Olga di Grecia (1903 - 1997):
      1. Aleksandar (1924 - 2016) - ha sposato nel 1955 Maria Pia di Savoia (1934 - viv.), divorziando nel 1967; sposò nel 1973 Eleonora del Liechtenstein (1942 - viv.):
        1. (I) Dimitri (1958 - viv.)
        2. Michel (1958 - viv.)
        3. Serge (1963 - viv.) - ha sposato nel 1985, divorziando nel 1986, Sophia de Toledo; ha sposato nel 2004 Eleonora Rajneri, divorziando:
          1. (con Christiane Galeotti) Umberto (2018 - viv.)

        4. Helene (1963 - viv.) - ha sposato nel 1988, divorziando Thierry Gaubert; ha sposato nel 2018 Stanislas Fougeron: con discendenza;
        5. (II) Dusan (1977 - viv.) - ha sposato nel 2018 Valerie de Muzio

      2. Nikola (1928 - 1954)
      3. Jelisaveta (1936 - viv.) - ha sposato nel 1961, divorziando nel 1966, Howard Oxenberg (1919 - 2010); ha sposato nel 1969, divorziando nel 1978, Neil Balfour (1944 - viv.); ha sposato nel 1987 Manuel Ulloa Elias (1922 - 1992): con discendenza;